# Nell Fortner
Nell Fortner (nacida el 3 de marzo de 1959 en Jackson, Misisipi) es una exjugadora y entrenadora de baloncesto estadounidense. Fue campeona del mundo como seleccionadora con Estados Unidos en el mundial de  Alemania 1998 y campeona olímpica en los Juegos Olímpicos de Sídney 2000.